# Diamond Island (Myanmar)
Diamond Island är en ö i Myanmar.   Den ligger i regionen Ayeyarwady, i den södra delen av landet, 500 km söder om huvudstaden Naypyidaw. Arean är 0,54 kvadratkilometer.
Terrängen på Diamond Island är platt. Öns högsta punkt är 33 meter över havet. Den sträcker sig 1,1 kilometer i nord-sydlig riktning, och 0,9 kilometer i öst-västlig riktning.